# Русский Двор (Висбю)
Русский Двор (швед. Ryska gården) — средневековое (XII—XVII века) русское торговое представительство в городе Висбю на острове Готланд в Швеции.
В 1971 году в ходе археологических изысканий в подвальной части зданий, расположенных на Старой площади Висбю, шведскими археологами был обнаружен фундамент русской церкви святителя Николая XII—XIII веков, а также примерно тридцать захоронений.
Комплекс из двух взаимосвязанных в настоящее время зданий общей площадью 208 м² датируется 1680 и 1750 годами.
Здания охраняются государством и входят в реестр исторических памятников.